# Agnieszka Braszkiewicz
Agnieszka Braszkiewicz (ur. 21 czerwca 1981 w Łodzi) – polska pływaczka specjalizująca się w żabce, rekordzistka i wielokrotna medalistka mistrzostw Polski. Wicemistrzyni Europy 2000 na basenie 25-metrowym na dystansie 50 m stylem klasycznym. 20 kwietnia 2009 otrzymała licencję trenera pływania II klasy Polskiego Związku Pływackiego. Obecnie jest w kadrze trenerskiej UKS Pirania Targówek, trenuje rocznik 2000.

## Sukcesy

### Basen 25 m
Mistrzostwa Europy:
- 2000 50 m st. klasycznym